# Dalmatische kielhagedis
De Dalmatische kielhagedis (Algyroides nigropunctatus) is een hagedis uit de familie echte hagedissen (Lacertidae).

## Naamgeving en taxonomie
Ook de namen blauwkeelkielhagedis en zwartgevlekte kielschubhagedis worden wel gebruikt voor deze soort.
De Dalmatische kielhagedis werd voor het eerst wetenschappelijk beschreven in 1839 door de natuuronderzoekers André Marie Constant Duméril en Gabriel Bibron. Ze gaven de hagedis oorspronkelijk de naam Lacerta nigro-punctata, later werd de soort hernoemd.
Er worden twee ondersoorten erkend, de nominaatvorm Algyroides nigropunctatus nigropunctatus (Duméril & Bibron, 1839) komt voor in het grootste deel van het verspreidingsgebied, de ondersoort Algyroides nigropunctatus kephallithacius (Keymar, 1986) is endemisch op Kefalonia, een van de Griekse eilanden.

## Uiterlijke kenmerken
De Dalmatische kielhagedis heeft een duidelijk langgerekt lichaam waarbij de poten uit elkaar staan en bezit daarnaast een zeer lange staart. De kopromplengte bedraagt ongeveer 7 centimeter en de totale lichaamslengte is tot 23 cm, de staart is veel langer dan het lichaam. Hiermee is het van de vier kielhagedissen uit het geslacht Algyroides de grootste soort. De andere drie soorten blijven rond de 15 centimeter totale lengte.
De mannetjes krijgen in de paartijd een felblauwe keel, soms krijgen ook de vrouwtjes een blauwe kleur, maar valer dan bij de man. De rest van het lijf is lichtbruin tot roestbruin, de buik is wit tot gelig. De wetenschappelijke naam zwarte (nigro) puntjes (punctatus) komt terug in de tekening; enkele rijen zwarte of donkerbruine vlekjes op de rug, maar de vrouwtjes buiten de paartijd missen deze meestal. Een typisch kenmerk is de zilverachtige iris. De hagedis is net als andere Algyroides- soorten te herkennen aan de gekielde, Λ- vormige schubben op de flanken, staart en rug.

## Verspreiding en habitat
Het verspreidingsgebied van de hagedis is van alle Algyroides- soorten het grootst en beslaat een lange, smalle strook langs de oostkust van de Adriatische Zee. De soort komt voor in de landen Albanië, Griekenland, Kroatië en Montenegro. De habitat bestaat uit begroeide en enigszins vochtige omgevingen zoals steenhopen, muren en ruïnes met vegetatie, begroeide rotswanden en ook in sterk gecultiveerde omgevingen als wijngaarden en tuinen is de hagedis te vinden. De hagedis is een behendige klimmer en watervlug.
Door de internationale natuurbeschermingsorganisatie IUCN is de beschermingsstatus 'veilig' toegewezen (Least Concern of LC).

## Levenswijze
De hagedis is dagactief en is in de lente en het najaar de gehele dag te zien, maar in de zomer wordt het op het heetst van de dag ook voor deze soort te warm en trekt het dier zich terug in een hol of onder een steen. Op het menu staan kleine ongewervelden zoals insecten. De voortplanting vindt plaats in de lente, vaak in april, en in mei worden de eitjes afgezet. Dit zijn er meestal twee, soms drie, wat relatief weinig is voor leden uit de familie van echte hagedissen. Waarschijnlijk plant de soort zich tweemaal per jaar voort, er zijn waarnemingen bekend van zwangere vrouwtjes in de herfst. De hagedis overwintert in spleten in de grond en in holen, ook ruïnes zijn een veel gebruikt winterkwartier.

## Afbeeldingen

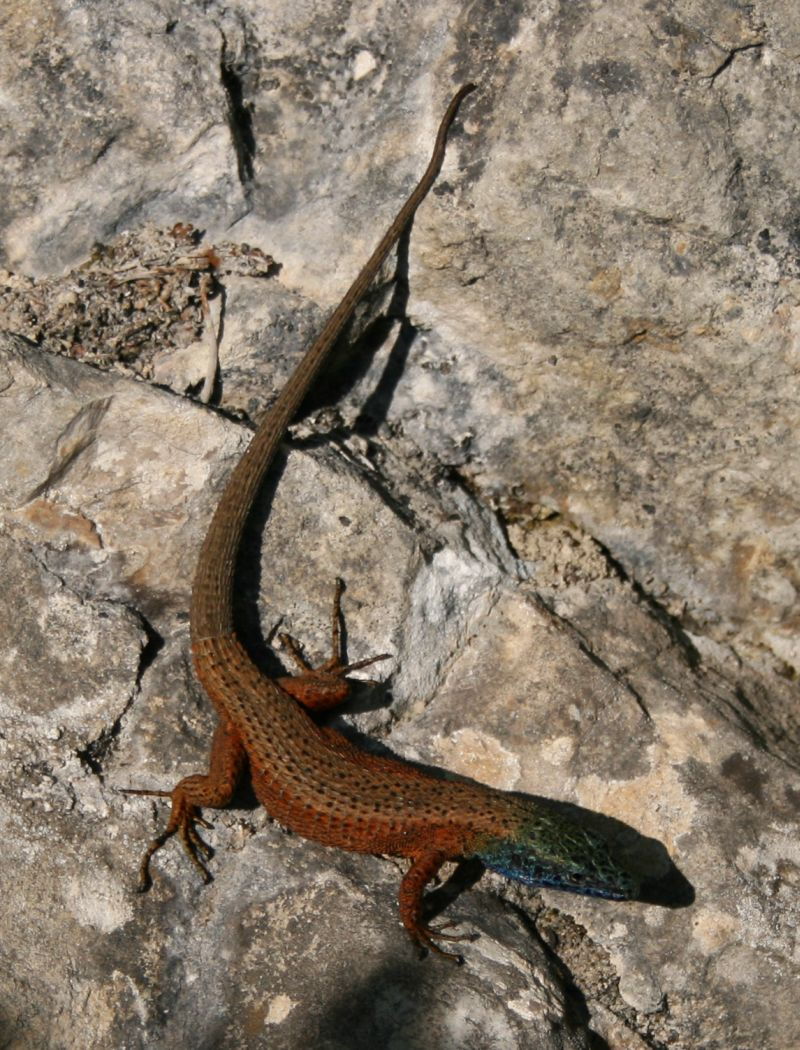
Mannetje
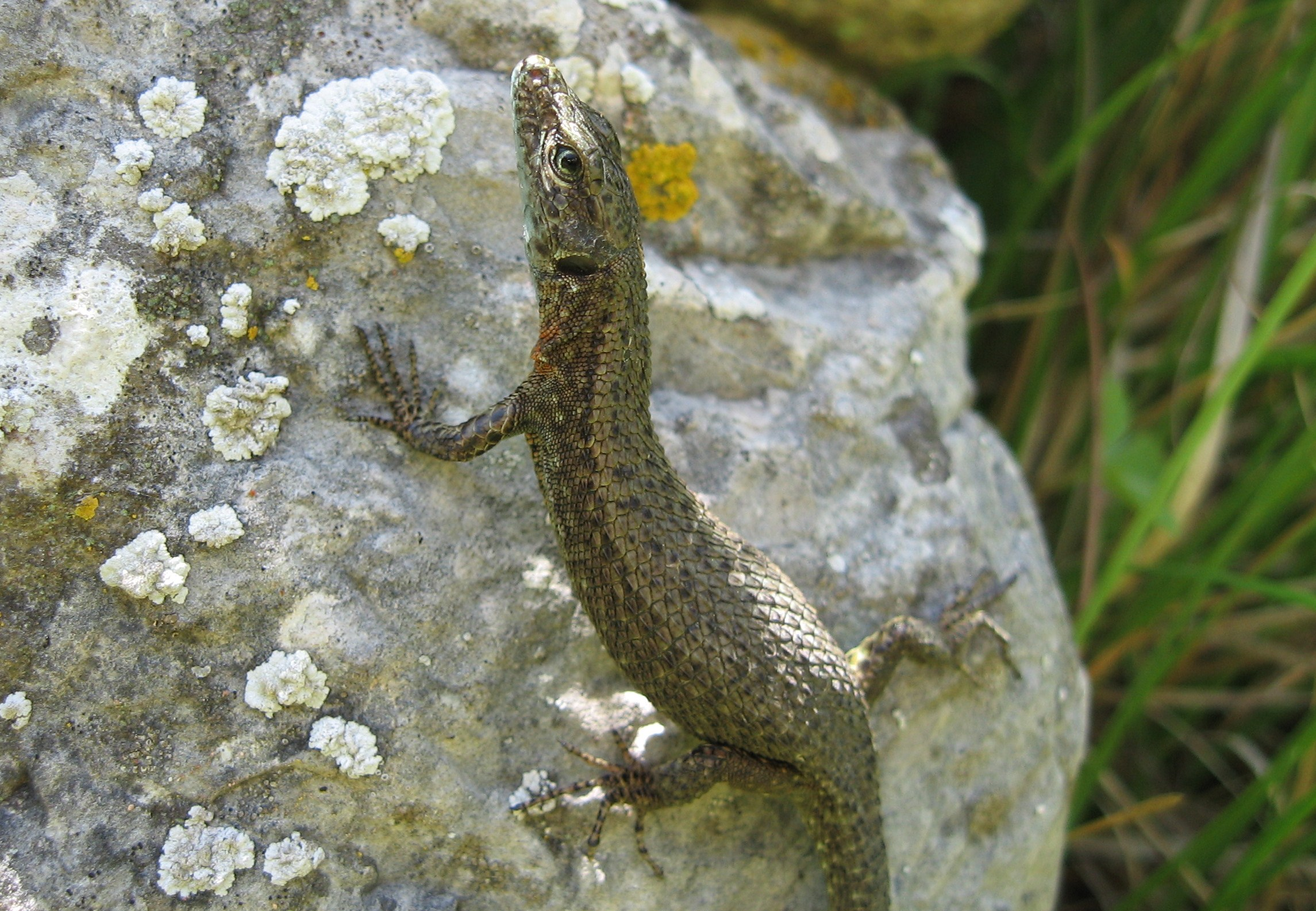
Vrouwtje